# Georg Adolf Schwinn
Georg Adolf Schwinn (* 15. Februar 1815 in Saarbrücken; † 14. März 1892) war ein pfälzischer Unternehmer und Politiker.

## Leben
Georg Adolf Schwinn genoss eine kaufmännische Ausbildung und war Mitbegründer des Draht- und Nagelwerks Roth, Heck & Schwinn in Ixheim bei Zweibrücken. Er war langjähriges Mitglied und Sekretär der Pfälzischen Kreis-, Gewerbe- und Handelskammer. 1864 wurde er Ehrenbürger von Zweibrücken.
Von 1868 bis 1870 gehörte er als Abgeordneter des Wahlkreises Pfalz 4 (Zweibrücken, Pirmasens) dem Zollparlament an, wo er sich den Nationalliberalen anschloss.